# دولورس مورن
دولورس ژان موران (زاده ۲۷ ژانویه ۱۹۲۶ – درگذشته ۵ فوریه ۱۹۸۲) بازیگر و مدل آمریکایی بود.
موران (دختر جیمز جی موران و همسرش، استر موران) در استاکتون، کالیفرنیا به دنیا آمد و در مدارس ابتدایی و متوسطه در آنجا تحصیل کرد. او برنده مسابقه خطابه کالیفرنیای شمالی شد و در نمایشنامه‌های مدرسه ایفای نقش کرد. در سال ۱۹۴۲، موران در ۱۶ سالگی با برادران وارنر قراردادی هفت ساله امضا کرد.
او در سال ۱۹۴۶ با بندیکت بوگاس در سالومه، آریزونا ازدواج کرد. آنها یک پسر به نام برت داشتند. این زوج در سال ۱۹۶۲ طلاق گرفتند.
در سال ۱۹۶۸، موران وصیتی به ارزش ۳۰۰۰۰۰ دلار دریافت کرد. آنتونی پونس، یک پرورش دهنده زردآلو، بخش عمده ای از دارایی خود را برای قدردانی از مهربانی ۲۰ سال پیش به او واگذار کرد. وصیت نامه پونس این بود که ۶۰۰۰ دلار به برادرزاده و پنج خواهرزاده او و بقیه به موران برسد. خواهرزاده‌ها و برادرزاده‌ها با وصیت نامه مخالفت کردند.
در سال ۱۹۸۲، دولورس موران در سن ۵۶ سالگی بر اثر سرطان درگذشت.

## فیلم‌شناسی
| سال  | عنوان                   | نقش                          | استودیو                                   | کارگردان                 | یادداشت                             |
| ---- | ----------------------- | ---------------------------- | ----------------------------------------- | ------------------------ | ----------------------------------- |
| ۱۹۴۲ | برنده شدن بال‌های خود را | بلوند در رقص                 | کمیته فعالیت‌های جنگی صنعت فیلم‌های سینمایی | جان هیوستون              | بی‌اعتبار                            |
| ۱۹۴۲ | احمق آمریکایی خوش‌تیپ    | پیپرینو                      | برادران وارنر                             | مایکل کورتیز             | بی‌اعتبار                            |
| ۱۹۴۳ | راه سخت                 | بلوند جوان                   | برادران وارنر                             | وینسنت شرمن              | بی‌اعتبار                            |
| ۱۹۴۳ | سه تشویق برای دختران    | دختر کر بلوند                | برادران وارنر                             | بازبی برکلی، ژان نگولسکو | (بخش "داستان فریمینگ")، بدون اعتبار |
| ۱۹۴۳ | آشنای قدیمی             | دیردریک                      | برادران وارنر                             | وینسنت شرمن              |                                     |
| ۱۹۴۴ | دور آخر                 | مولی استیونز                 | برادران وارنر                             | دی راس لدرمن             | بی‌اعتبار                            |
| ۱۹۴۴ | داشتن و نداشتن          | خانم هلن دوبورساک            | برادران وارنر                             | هوارد هاکس               |                                     |
| ۱۹۴۴ | غذاخوری هالیوود         | خودش                         | برادران وارنر                             | دلمر دیوز                |                                     |
| ۱۹۴۵ | بوق در نیمه شب می‌وزد    | نوازنده ویولن / فران بلکستون | برادران وارنر                             | رائول والش               |                                     |
| ۱۹۴۵ | خیلی جوان برای دانستن   | پتسی اوبراین                 | برادران وارنر                             | فردریک دی کوردووا        |                                     |
| ۱۹۴۶ | بدون رزرو               | خودش                         | RKO                                       | مروین لیروی              |                                     |
| ۱۹۴۷ | مردی که دوستش دارم      | گلوریا اوکانر                | برادران وارنر                             | رائول والش               |                                     |
| ۱۹۴۷ | شب کریسمس               | ژان برادفورد                 | هنرمندان متحد                             | ادوین ال مارین           |                                     |
| ۱۹۵۰ | جانی یک چشم             | لیلی وایت                    | هنرمندان متحد                             | رابرت فلوری              |                                     |
| ۱۹۵۳ | ساعت‌ها را بشمار         | پائولا میچنر                 | RKO                                       | دون سیگل                 |                                     |
| ۱۹۵۴ | لود نقره ای             | دالی                         | RKO                                       | آلن دوان                 | (نقش فیلم آخر)                      |